# Калаглійська волость
Калаглійська волость — історична адміністративно-територіальна одиниця Одеського повіту Херсонської губернії.
Станом на 1886 рік — складалася з 3 поселень, 2 сільських громад. Населення — 3491 особа (1846 чоловічої статі та 1545 — жіночої), 548 дворових господарств.
|                     | Площа, десятин | У тому числі орної, дес. |
| ------------------- | -------------- | ------------------------ |
| Сільських громад    | 6700           | 5571                     |
| Приватної власності | 13643          | 12807                    |
| Казенної власності  | 2640           | 1300                     |
| Іншої власності     | 838            | 838                      |
| Загалом             | 23821          | 20516                    |

Поселення волості:
- Калаглія — село при Дністровському лимані за 45 верст від повітового міста, 2009 осіб, 360 дворів, православна церква, лавка. За 25½ версти — кордон. За 27 верст — кордон.
- Олександрівка (Арнаутське) — село при Дальницькому лимані, 439 осіб, 52 двори, православна церква, школа, 2 лавки, винний склад.
- Роксолани — село при Дністровському лимані, 730 осіб, 136 дворів, православна церква.